# Хаджвіє
Хаджвіє, хаджв, або Хіджа — віршове глузування, інвектива, хула у середньовічній арабській, перській, азербайджанській, турецькій, узбецькій поезіях.

В той час, як касида здебільшого була твором придворних поетів на честь ханів, окремих полководців тощо, хаджвіє спрямовувалось до
приниження роду, племені або окремої особи, тобто виконувала роль сатири.

За словами Камала Ісмаїла Ісфагані (XII ст), «поет, який не пише хаджвів, схожий на лева без кігтів».
Прикладом політичної сатири є хрестоматійна казка під назвою «Миші й кіт», яку написав у XIV ст. Убейд Закані.